# قانون ۳۴
قانون ۳۴ (به انگلیسی: Rule 34) یک اصطلاح اینترنتی است که می‌گوید پورنوگرافی هر چیزی وجود دارد. این مفهوم معمولاً به عنوان فن آرت (هنر طرفداران) کشیده می‌شود و در این تصاویر، افراد یا اشیاء در یک حالت جنسی یا رفتار جنسی قرار دارند.
شعار معروف این اصطلاح «قانون شماره ۳۴ام، پورن‌اش وجود دارد، بدون استثناء.» (به انگلیسی: Rule #34 There is porn of it. No exceptions) است.

## ریشه
قانون ۳۴ از یک وب‌کمیک در سال ۲۰۰۳ نشأت گرفته، با عنوان «قانون شماره ۳۴ام، پورن‌اش وجود دارد، بدون استثناء.» (به انگلیسی: Rule #34 There is porn of it. No exceptions)، که توسط پیتر مورلی-سوتر کشیده شد تا شوک دیدن پورن کمیک کالوین و هابز را به تصویر بکشد. تصویر کمیک استریپ پیتر مورلی خیلی زود فراموش شد اما زیرنویس او فوراً در اینترنت محبوب شد. از آن زمان این عبارت در نسخه‌های مختلفی اقتباس شده و حتی به عنوان فعل نیز مورد استفاده قرار گرفته‌است.

## محبوبیت
به دلیل فراگیر بودن پورنوگرافی اینترنتی، کاربران اینترنت، قانون ۳۴ را به یک الگوی رفتاری رایج تبدیل کرده‌اند، به ویژه در بین ژانرهایی مثل فن‌فیکشن، داستان‌های اسلش و هنتای.
در سال ۲۰۰۸، کاربران انجمن ۴چن تعداد زیادی تصاویر تقلید مسخره آمیز و کارتون‌های صریح جنسی را نشان دادند که نشان دهنده قانون ۳۴ است. یک فرهنگ لغت، ادعا می‌کند که قانون ۳۴ «از سال ۲۰۰۸ در پست‌های اینترنتی ظاهر شد.»
با ادامه انتشار قانون ۳۴ در اینترنت ، رسانه‌های سنتی گزارش‌ها مربوط به آن را شروع کردند. دیلی تلگراف در مقاله ای در ۲۰۰۹، قانون ۳۴ را به عنوان سومین قانون از «۱۰ قوانین برتر اینترنت» ذکر کرده‌است. در یک گزارش سی‌ان‌ان در سال ۲۰۱۳ گفته شد که قانون ۳۴ «مشهورترین» قانون اینترنت است که به بخشی از فرهنگ اصلی اینترنت بدل شده‌است. در ۱۴ نوامبر ۲۰۱۸، یک استریم توییچ با ارسال ویدیویی در توییتر که به جستجوی تصاویر قانون ۳۴ می‌پردازد، هجده سالگی خود را جشن گرفت. حرکت او در اینترنت محبوب شد.

## تحلیل
به گفته دو محقق اوگی اوگاس و سای قدم، «امروزه، قانون ۳۴ به عنوان یک مذهب مقدس در وبلاگ‌ها، ویدیوهای یوتیوب، فیدهای توییتر و سایت‌های شبکه‌های اجتماعی رشد می‌کند. این اغلب به عنوان یک فعل استفاده می‌شود، مانند ('I Rule 34'ed). آن‌ها دلیل اینکه چرا این اصطلاح بسیار محبوب شده، می‌گویند که برای بسیاری از مردم این موضوع «مطمئناً درست به نظر می‌رسد».
محقق فمنیست، سوزانا پائوسن، می‌گوید که قانون ۳۴ و نسخه‌های ۳۵ و ۳۶ هر هرچقدر مفهوم بعید یا غیرمعمول باشند، در هر صورت پورنوگرافی آن به صورت آنلاین در دسترس است یا وجود خواهد داشت. جان پل استدلر معتقد است قانون ۳۴ انحراف جنسی را در جامعه منعکس می‌کند.

## شعارها
با مشهور شدن این نوشته در وب، قانون ۳۴ دوباره بیان و تکرار شد. برخی از اصطلاح‌های رایج جمله «بدون استثناء» را از اصل جمله حذف می‌کنند.
- «قانون ۳۴: پورن‌اش وجود دارد.»[۱۲] (به انگلیسی: Rule 34: There is porn of it.)
- «قانون ۳۴: اگر وجود دارد، پورن‌اش هم هست.»[۱۳] (به انگلیسی: Rule 34: If it exists, there is porn of it)
- «قانون ۳۴: اگر وجود دارد، پورن اینترنتی‌اش هم هست.»[۱۳] (به انگلیسی: Rule 34: If it exists, there is Internet porn of it)
- «قانون ۳۴: اگر می‌توانید تصور اش کنید، به عنوان پورن اینترنتی وجود دارد.»[۹] (به انگلیسی: Rule 34: If you can imagine it, it exists as Internet porn.)

## دیگر
معمای پیدا کردن یک استثنا پورنوگرافی اینترنتی در قانون ۳۴ منجر ایجاد قانون ۳۵ شد. در تاریخ ۱۲ اکتبر ۲۰۰۶، فهرست اولیه «قوانین اینترنت» که در دانشنامه دراماتیک در مقاله فرهنگ مجازی ارسال شده بود، شامل موارد زیر بود:
- «قانون ۳۵: استثنا در قانون ۳۴ استناد به قانون ۳۴ است.»[۱۴] (به انگلیسی: Rule 35: The exception to Rule 34 is the citation of Rule 34.)
- «قانون ۳۵: اگر پورن وجود نداشته باشد، ساخته خواهد شد.»[۱۰] (به انگلیسی: Rule 35: If there is no porn, it will be made.)
- «قانون ۳۶: همیشه یک چیز بدتر از چیزی که دیدید وجود دارد. » [۱۰] (به انگلیسی: Rule 36: There will always be more fucked up shit than what you just saw.)